# Cường Để
Cường Để, de son nom de naissance Nguyễn Phúc Dân, né le 11 janvier 1882 et mort le 5 avril 1951, est un prince vietnamien, membre de la dynastie Nguyễn et descendant direct de l'empereur Gia Long. Pendant la colonisation française, il s'exile et s'allie avec le leader nationaliste Phan Bội Châu, dans le but d'obtenir l'indépendance du Viêt Nam et d'accéder au trône. Soutenu un temps par l'empire du Japon, il anime des groupes indépendantistes depuis l'étranger pendant plusieurs décennies sans jamais parvenir à ses fins.

## Biographie

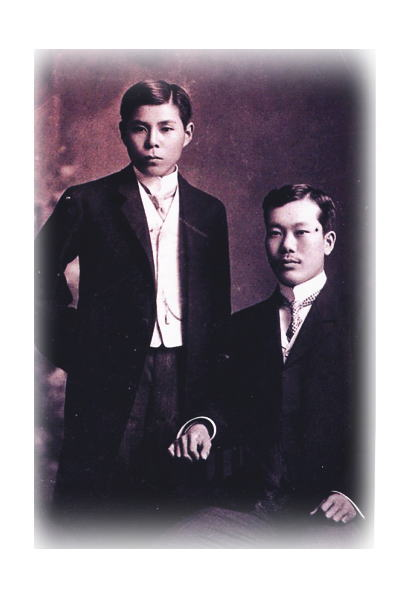
Le prince Cường Để, à gauche, en compagnie de Phan Bội Châu, vers 1907

Cường Để est le fils du prince Anh Nhu, lui-même arrière-petit-fils du fils aîné de l'empereur Gia Long, le prince héritier Nguyễn Phúc Cảnh. Ce dernier n'avait jamais accédé au trône, étant mort avant son père ; Gia Long avait alors décidé de renoncer à la primogéniture et choisi comme successeur son quatrième fils, Nguyễn Phúc Đảm, devenu plus tard empereur sous le nom de Minh Mạng. Les descendants du prince Cảnh étaient ensuite tombés en disgrâce, et n'avaient regagné la faveur de la cour que sous le règne de Tự Đức.
Au début du XXe siècle, le groupe indépendantiste animé par Phan Bội Châu cherche à s'assurer le concours d'un membre de la famille impériale, qui donnerait une légitimité monarchique à leur combat. Après plusieurs essais infructueux, ils prennent contact avec le prince Cường Để, membre de la branche non régnante de la dynastie Nguyễn. Ce dernier est alors marginalisé au sein de la cour, où il a notamment de très mauvaises relations avec l'empereur Thành Thái. La rupture définitive de Cường Để avec la famille régnante semble être survenue un jour où Thành Thái aurait offensé la mémoire du prince Cảnh en perturbant une cérémonie qui était donnée en l'honneur de ce dernier, et en brûlant son portrait.
En janvier 1906, Cường Để quitte secrètement l'Indochine française et rejoint Phan Bội Châu au Japon. Les deux hommes créent alors une organisation indépendantiste, le Việt Nam Duy Tân Hội (Société pour un nouveau Viêt Nam), dont Cường Để devient le président. Tout en suivant en parallèle des études au Japon à l'Université Waseda, le jeune prince devient une figure centrale du mouvement indépendantiste du fait de son statut de prétendant crédible au trône vietnamien. Des photos de Cường Để en costume impérial commencent à circuler ; le prince lui-même signe désormais des proclamations en utilisant le « nom de règne » Gia Thanh, référence évidente à son ancêtre Gia Long. Soutenue financièrement par des figures politiques comme les Chinois Sun Yat-Sen et Liang Qichao et le Japonais Inukai Tsuyoshi, et galvanisée par la victoire des Japonais sur la Russie, l'organisation de Phan Bội Châu et Cường Để accueille au Japon environ 200 Vietnamiens, pour leur dispenser une formation politique.
La déposition de Thành Thái par les Français donne aux nationalistes une occasion d'agir. En 1908, le Việt Nam Duy Tân Hội fomente un soulèvement en Indochine : mais cette tentative d'insurrection est écrasée par les Français, qui obtiennent ensuite du Japon qu'il expulse Cường Để et Phan Bội Châu. Ces derniers sont également condamnés à mort par contumace. Les deux hommes se réfugient en Chine où, à la faveur de la révolution de 1911, ils fondent une nouvelle organisation, la Việt Nam Quang Phục Hội (Association pour la restauration du Viêt Nam) ainsi qu'un gouvernement en exil présidé par Cường Để. Au début de la Première Guerre mondiale, Cường Để est reçu à Berlin au moment où l'Empire allemand veut tenter de déstabiliser l'Indochine française.
Bien que sa légitimité dynastique soit pour les nationalistes un atout essentiel, la personnalité de Cường Để — dont les motivations semblent avoir été moins politiques que personnelles — déçoit Phan Bội Châu et ses partisans, au point de créer des dissensions dans leur organisation. Par la suite, après sa capture par les Français, Phan Bội Châu décrit aux autorités coloniales le prince comme un homme d'une culture et d'une intelligence médiocres, dont il dit ne s'être jamais considéré comme le subordonné.
Dans l'entre-deux-guerres, Cường Để revient au Japon où il est soutenu par des nationalistes comme Tōyama Mitsuru. Mais l'arrestation de Phan Bội Châu en 1925, puis l'assassinat du Premier ministre japonais Inukai Tsuyoshi en 1932, le privent d'alliés politiques importants. Il continue néanmoins de militer dans les milieux pan-asiatiques, adhérant au projet japonais de Sphère de coprospérité de la grande Asie orientale. Entre-temps, en Indochine, les communistes prennent l'ascendant dans les rangs indépendantistes sur les monarchistes et les autres nationalistes. En 1938, Cường Để fonde un nouveau groupe, le Phục Quốc Hội (« Restauration nationale »). Il prend contact avec l'Armée impériale japonaise, dont il pense recevoir un soutien suffisant pour être mis sur le trône vietnamien. Ses espoirs sont cependant déçus pendant la Seconde Guerre mondiale : après l'invasion japonaise de l'Indochine en 1940, des membres du Phục Quốc Hội lancent une insurrection, mais ils sont rapidement mis en déroute par les Français, et abandonnés à leur sort par les Japonais.
Pendant la période 1940-1945, le Japon occupe l'Indochine tout en laissant en place les autorités françaises. Cường Để continue de demeurer à l'étranger et entretient des contacts avec les milieux caodaïstes, dont il recherche le soutien pour accéder au trône. En mars 1945, le Japon détruit l'administration coloniale française et prend le contrôle total de l'Indochine. Cường Để espère alors être appelé au pouvoir, mais les Japonais, s'ils proclament l'indépendance de l'empire du Viêt Nam, privilégient la stabilité et préfèrent maintenir sur le trône l'empereur Bảo Đại.
Cường Để est naturalisé japonais après la guerre : il prend alors le nom de Masao Ando. En 1949, il donne une conférence de presse dans laquelle il annonce son intention de revenir au Viêt Nam et d'y mener l'opposition à Bảo Đại qui, après avoir abdiqué en 1945, a été remis au pouvoir par les Français. Mais, en tant que sujet japonais, il se voit interdire l'entrée du pays par le gouvernement de l'État du Viêt Nam. Deux ans plus tard, il meurt d'un cancer au Japon, sans avoir jamais pu revenir dans son pays en plus de quarante années d'exil.